# Immorality Act
Le terme d'Immorality act se réfère à deux lois, étroitement liées, existant en Afrique du Sud du temps de l'apartheid. Le premier texte, datant de 1927, interdit les rapports sexuels entre blancs et noirs, puis fut amendé en 1950 pour interdire les rapports entre les blancs et l'ensemble des personnes de couleurs (incluant les Coloureds — métis — notamment). La deuxième loi, votée en 1957, confirme cette prohibition et en outre traite de différents crimes sexuels. L'interdiction des rapports sexuels interraciaux fut levée en 1985, mais certains alinéas de la loi de 1957 traitant des agressions sexuelles restent en vigueur.

## Loi de 1927
Loi sur l'immoralité (1957)
Ce premier texte interdit tout rapport sexuel hors mariage entre « Européens » et « Indigènes » (c'est-à-dire noirs). La peine pouvait atteindre cinq ans d'emprisonnement pour l'homme et quatre pour la femme. La couleur d'une personne pendant le procès était déterminée par sa race, terme qui à l'époque incluait l'apparence de la personne, son maniérisme, et ses origines supposées (préfigurant les classifications raciales qui existeront plus tard dans le pays avec la Population Registration Act). La loi interdisait aussi le fait de « fournir » des femmes pour des rapports interraciaux.
L'amendement de 1950 modifie le texte de 1927 pour interdire tout rapport sexuel hors-mariage entre les « Européens » et l'ensemble des « non-Européens ». L'interdiction est ainsi étendue aux personnes de couleur et aux asiatiques. Le mariage interracial avait en outre été interdit en 1949. Des législations ultérieures liées à l'Immorality Act déclaraient aussi invalides dans le pays de tels mariages prononcés à l'étranger.

## La loi de 1957
Sexual Offences Act, 1957
La loi de 1957 (Act No. 23 of 1957; devenu ensuite Sexual Offences Act) remplace les textes de 1927 et 1950 avec une clause interdisant les rapports sexuels et les « actes indécents ou immoraux » entre les blancs et toute personne non-blanches. Elle augmente la peine à sept ans de prison pour les deux personnes. Parallèlement aux aspects raciaux, la loi de 1957 interdit aussi les lupanars, le proxénétisme, et les rapports sexuels avec des personnes de moins de 16 ans.
Act No. 57, 1969
L'amendement de 1969 modifie la loi de 1957 en introduisant ou en élargissant plusieurs délits. Elle interdit la production ou la vente des « articles destinés à être utilisés pour des actes sexuels contre nature » (c'est-à-dire des jouets sexuels). Même si les rapports sexuels entre hommes étaient déjà interdits (crime de sodomy dans la common law), la loi de 1969 instaure un crime pour les rapports entre un homme et un garçon de moins de 19 ans. Il introduit aussi la section 201, qui interdit tout rapport sexuel entre hommes au cours d'une « fête », c'est-à-dire toute occasion réunissant plus de deux personnes (sexualité de groupe). 
Immorality and Prohibition of Mixed Marriages Amendment Act, 1985
Le nouveau texte (Acte 72 de 1985) abolit le texte de 1957 qui interdit les rapports sexuels interraciaux, et abolit l'interdiction des mariages interraciaux. Il fait partie d'une série de lois, abolissant certains aspects de l'apartheid, sous le gouvernement de Pieter Willem Botha. Cette nouvelle loi effaçait spécifiquement les définitions de « personnes de couleur » et de « blanc » dans le texte, et abolissait la section 16 de la loi de 1957 qui interdisait les rapports interraciaux hors mariage.
Immorality Amendment Act, 1988
Un nouvel amendement, en 1988 renomme le Immorality Act qui devient le Sexual Offences Act. Il criminalise pour la première fois le fait pour une femme d'avoir un rapport sexuel avec une personne en dessous de l'âge de consentement, défini ici à 16 ans pour un garçon et 19 ans pour une fille. Il criminalise aussi le fait de se prostituer, alors que précédemment seuls certains actes relatifs à la prostitution (certaines formes de proxénétisme) étaient illégales. Les femmes comme les hommes pouvaient désormais être jugés pour agressions sexuelles.